# María de León Bello y Delgado
María de León y Delgado (El Sauzal, 23 marzo 1643 – San Cristóbal de La Laguna, 15 febbraio 1731) è stata una religiosa spagnola cattolica, conosciuta come "La Siervita" e "Sor María de Jesús" (Suor Maria di Gesù).
La sua vita religiosa, semplice e austera, fu caratterizzata da fenomeni ritenuti miracolosi, tra cui: levitazioni, estasi, bilocazioni, ipertermie, stigmate e chiaroveggenza.
Il suo processo di beatificazione, iniziato nel 1992, è ancora in corso: le si può pertanto attribuire il titolo di Serva di Dio.

## Biografia

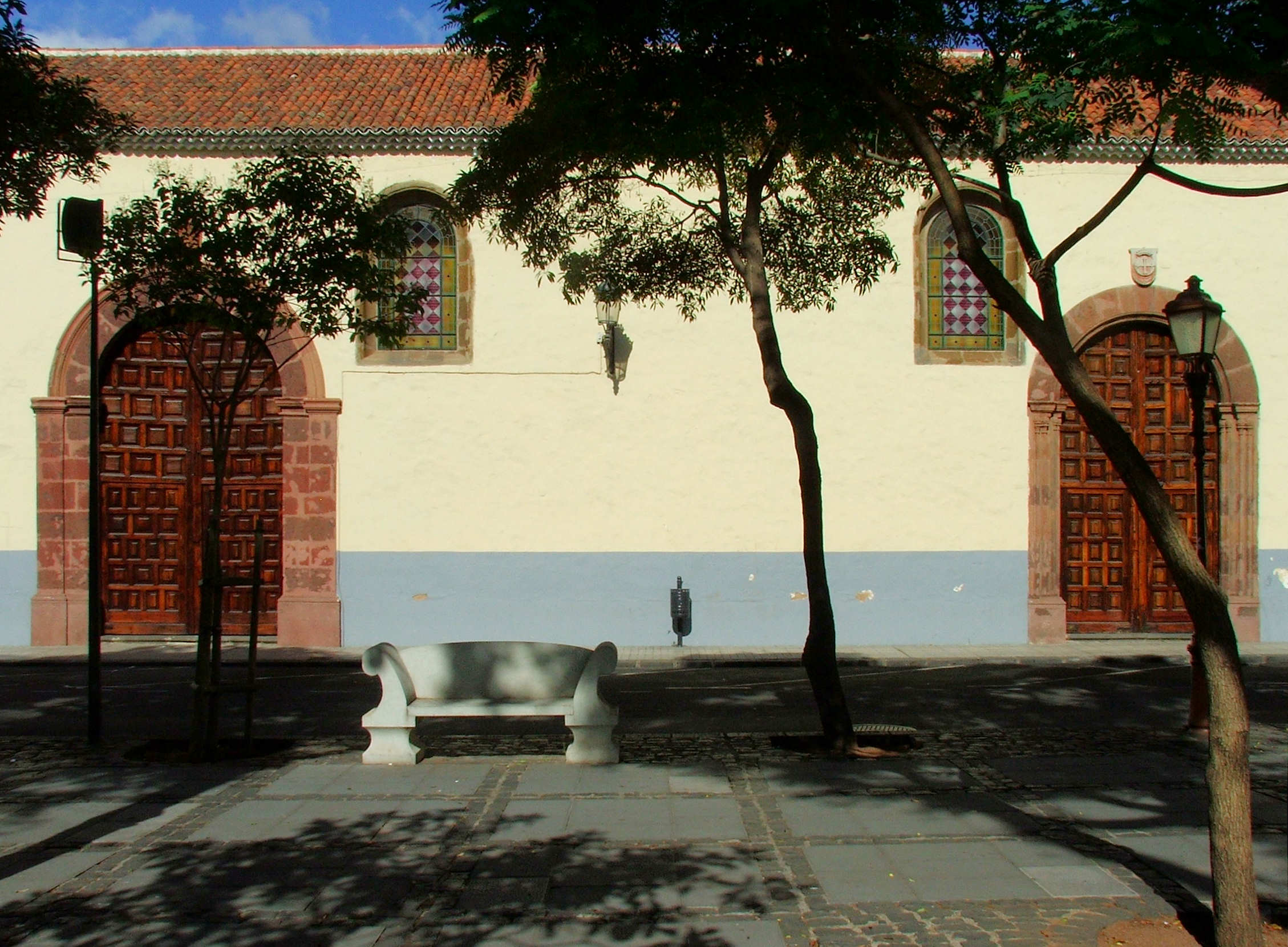
Convento di Santa Caterina da Siena, dove è custodito il suo corpo.

La vita di María de León, nata in una famiglia umile, è contrassegnata da eventi considerati miracolosi e prodigiosi. È considerata la mistica più nota delle Isole Canarie e una dei più grandi in Spagna. È anche probabile che avesse antenati Guanci, gli antichi abitanti dell'isola.
Fin da bambina questo suo misticismo era così intenso che si narra che un'immagine del Bambino Gesù le abbia aperto le porte della chiesa dove andava a pregare. Le condizioni di estrema povertà in cui vivevano spinse la madre a darla in adozione a una coppia della Spagna continentale, che però presto partì per l'America. María andò quindi a vivere con gli zii.
La ragazza voleva essere una monaca e vivere una vita di astinenza e preghiera. Nel febbraio 1668 entrò quindi nel Convento di Santa Caterina da Siena nella città di San Cristóbal de La Laguna, dove negli anni successivi si verificarono i miracoli a lei attribuiti, tra i quali le stimmate, la levitazione e la bilocazione. Suor Maria ha avuto una grande amicizia con il corsaro Amaro Rodríguez Felipe, meglio conosciuto come "Amaro Pargo", che è stato testimone di molti dei suoi miracoli. Maria de León ha inoltre ricevuto molti consigli spirituali da parte del francescano Frate Juan de Jesús, morto in fama di santità.

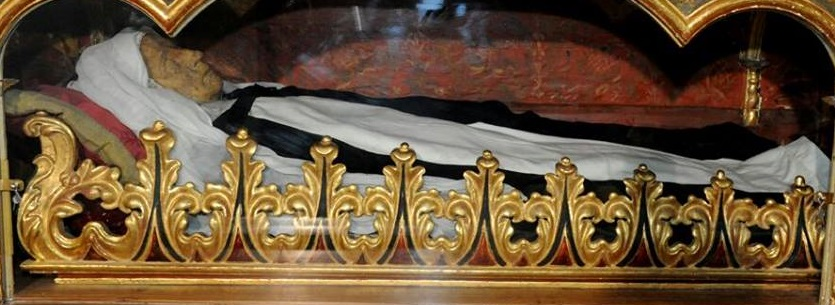
Corpo incorrotto.

Sor María de Jesús morì il 15 febbraio 1731 nel monastero. Prima della morte cadde in estasi e, secondo i resoconti dell'epoca, morì mantenendo il polso e le pupille chiare per più di 24 ore e avendo ricevuto lo stigma di lancia di Cristo nel suo costato.
Tre anni dopo la sua morte il corpo fu riesumato e venne trovato incorrotto. Ogni 15 febbraio (anniversario della morte) il corpo viene esposto al pubblico in una bara di vetro. Molte persone si recano in pellegrinaggio nel luogo di culto dalle Isole Canarie da diverse parti della Spagna.
Attualmente è in corso il processo di beatificazione. Esistono manoscritti che elencano sia 1.251 miracoli attribuiti alla sua intercessione, che si sarebbero verificati dopo la morte, sia quattro profezie che la riguardano.